# Mák polní

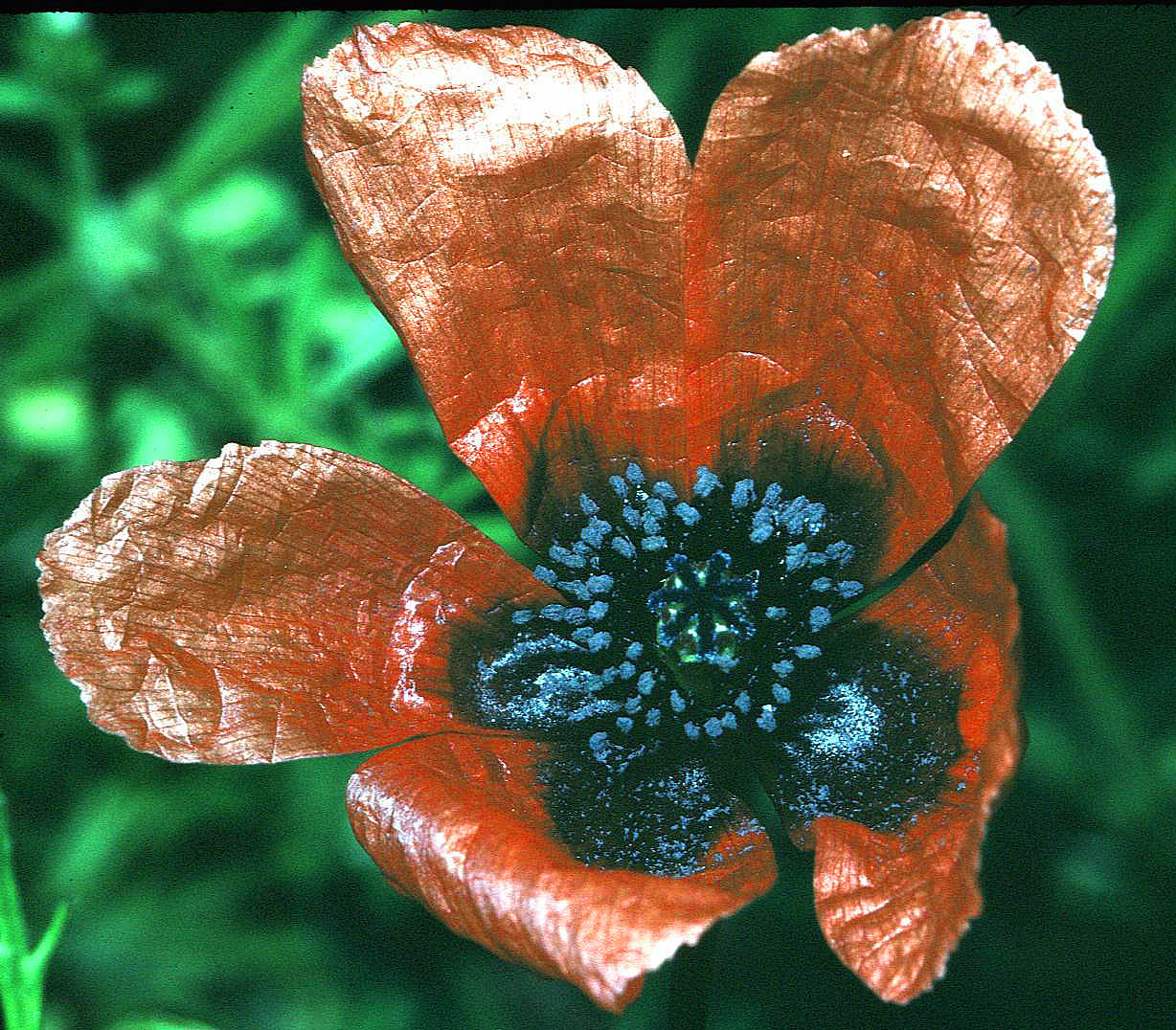
Květ máku polního

Mák polní (Papaver argemone) je rostlina z čeledi makovitých.

## Popis
Mák polní je jednoletá bylina, ze všech částí bíle mléčící.

### Stonek a listy
Lodyhy 15 – 50 cm vysoké, jednoduché nebo v horní části chudě větvené, přímé, vystoupavé, štětinatě chlupaté až téměř olysalé, v dolní třetině až polovině obvykle bezlisté. Přízemní listy v době květu jsou ještě zachovalé. Listy jsou velmi dlouze řapíkaté, většinou dvakrát peřenosečné, úkrojky jsou vejčité až čárkovitě kopinaté. Lodyžní listy krátce řapíkaté až téměř přisedlé, jednou až dvakrát peřenosečné, s úkrojky kopinatými až čárkovitými.

### Květ
Kvete na dlouhých přitiskle chlupatých stopkách. Korunní lístky jsou červené s černou skvrnou na bázi, jsou téměř stejně široké, nepřekrývající se. Nitky tyčinek jsou kyjovitě rozšířené, tmavě fialové až černé. Pyl je tmavě nachový. Blizna je 3 – 6laločnatá. Bliznový terč je vyklenutý, nanejvýš 5 mm v průměru. Tobolky jsou úzce čihovitě vřetenovité, ke stopce se pozvolna zužují, jsou 4 až 6krát delší než širší.

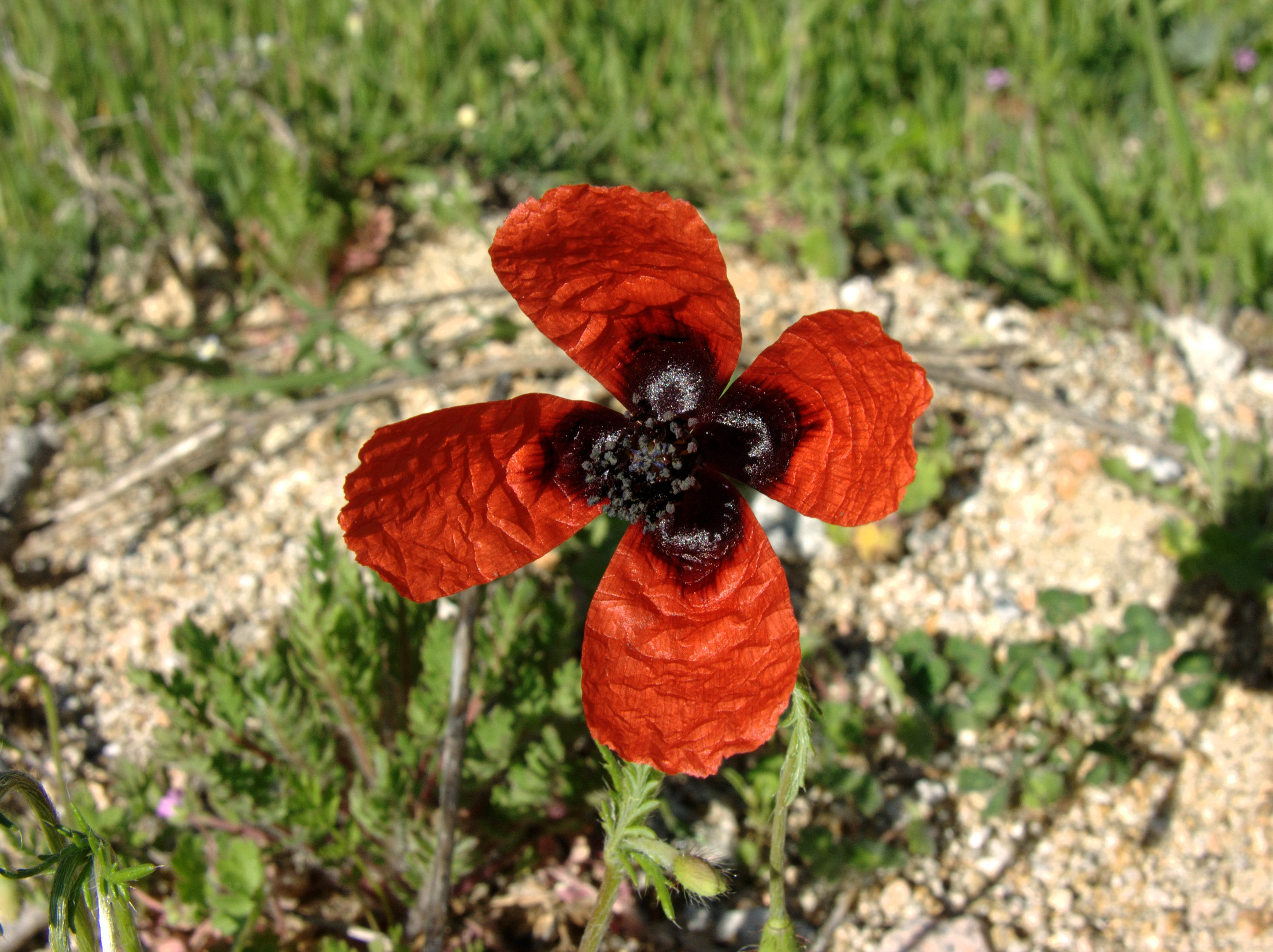
Květ máku polního
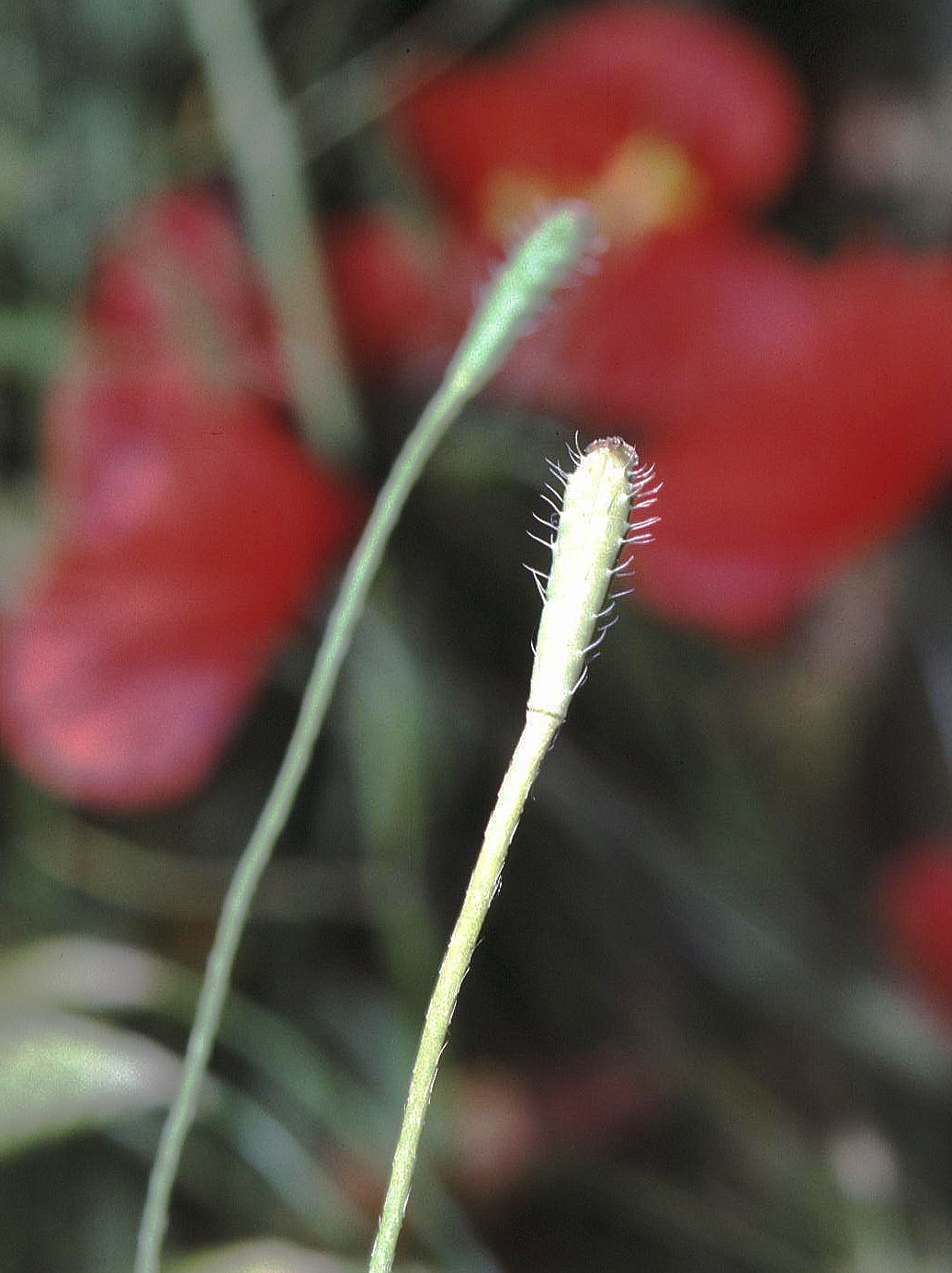
Makovička, tobolka se semeny máku polního

## Reprodukce a šíření
Rozmnožuje se pouze generativně, kvete od května do června a na jedné rostlině dozrává až několik tisíc semen (asi 3 000). Semena jsou nepravidelně klíčivá, klíčí dobře z povrchu půdy nebo z malé hloubky, většinou na podzim a dobře přezimují v listových růžicích.

## Stanoviště
Vyskytuje se jako plevel v obilí, nebo na okraji komunikací, vzácněji na rumištích. Vyhledává bazické až mírně kyselé půdy a písčiny nižších poloh.

## Výskyt
Západní a střední Evropa, jižní Skandinávie, Ukrajina, vyšší polohy ve Středozemí.

### Výskyt v Česku a SR
V termofytiku se vyskytuje hojně, v mezofytiku místy chybí. V oreofytiku neroste. Především roste v planárním až suprakoliním stupni, vzácně ve stupni submontánním (max. Hory Matky Boží – 700 m).

## Ohrožení a ochrana
V současnosti je to ustupující druh, na Slovensku zařazený do kategorie VU, v ČR druh vyžadujíci další pozornost (C4).

## Variety
Papaver argemone var. argemone – štětinaté tobolky Papaver argemone var. glabrum (syn. var. leiocarpum) – zcela lysé tobolky
Papaver argemone var. glabratum – ojedinělé štětiny v horní části tobolky pod bliznovým terčem